# Bolonia de Lebanon

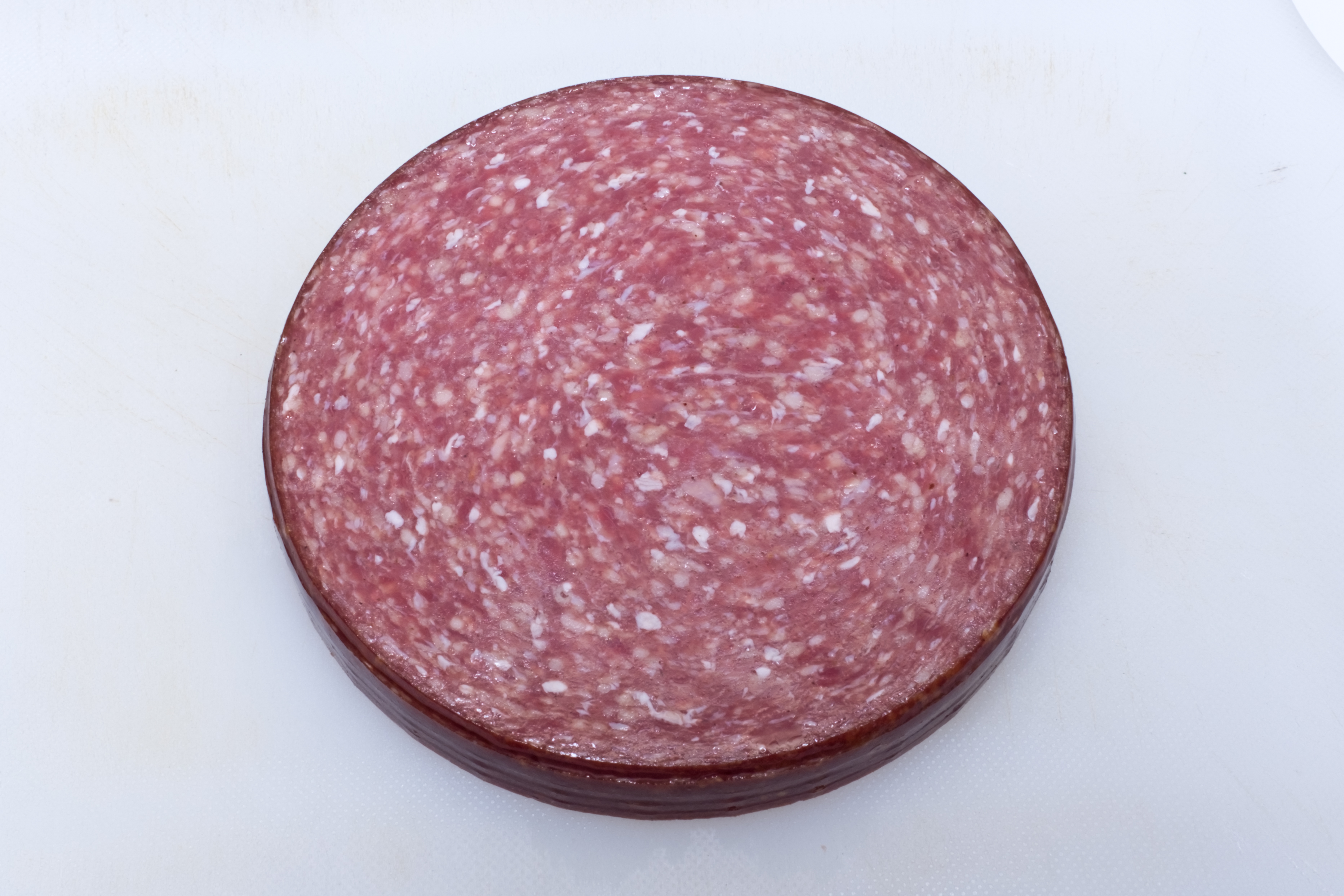
Bolonia de Lebanon, Pennsylvania

La bolonia de Lebanon es una salchicha curada, ahumada y semiseca. Este embutido de carne de vaca es similar en apariencia y textura al salami, pero de color algo más oscuro que este. La Bolonia de Lebanon tiene un sabor fuerte y picante distinto al de otros productos de su tipo como el salchichón. El humo de la madera confiere un sabor ahumado a las versiones fuertes de elaboración tradicional del producto.

## Origen
Es originario de Pensilvania, la bolonia de Lebanon se desarrolló influenciada por los embutidos europeos de curación lenta. Es un popular embutido en Pensilvania y habitualmente se sirve como fiambre. Su nombre proviene del Valle de Lebanon en el Condado de Lebanon, donde se produce comúnmente. Hay dos variedades dulce y normal.

## Elaboración
El proceso típico de ahumado de la Bolonia de Lebanon se realiza a temperaturas inferiores a 50 °C ya que las temperaturas muy altas perjudicarían el producto. Ya que la carne no es cocinada a alta temperatura, se emplean otros ingredientes y procesos para controlar el crecimiento microbiologico. La fermantación del producto a PH bajo con la inclusión de la sal del curado evita el crecimiento de bacterias patogenas como la Escherichia coli y la Salmonella, así como el deterioro de los organismos.
Normalmente las salchichas de vacuno son envejecidas durante diez días antes de ahumarlas y permitir reducir el nitrato a nitrito El proceso de fermentación se produce durante el ahumado y puede durar hasta 4 días. Durante este paso se observa la disminución a 1 PH (o más) así como el desarrollo de nitrosohemochrome, el pigmento responsable del color rojo de las carnes curadas.
A veces la Bolonia de Lebanon se sirve en finas rodajas untadas con crema de queso. También puede freírse.